# Apomecyna angolensis
Apomecyna angolensis är en skalbaggsart som beskrevs av Stefan von Breuning 1950. Apomecyna angolensis ingår i släktet Apomecyna och familjen långhorningar.
Artens utbredningsområde är Angola. Inga underarter finns listade i Catalogue of Life.